# 27710 Хенселінґ
27710 Хенселінґ (27710 Henseling) — астероїд головного поясу, відкритий 7 вересня 1988 року.
Тіссеранів параметр щодо Юпітера — 3,639.